# Ellegemwijk
De Ellegemwijk is een wijk in de Belgische gemeente Zulte. De buurt bevindt zich ten zuiden van het centrum, ten noorden van de Biriwi en de Kapelhoek, ten westen van de Bloemenwijk en ten zuidoosten van de N43 Harelbeke-Kortrijk. 
Belgische gemeenten · Arrondissement Gent · Oost-Vlaanderen · Vlaanderen